# 뱅크 전환

64 kB만 번지를 지정할 수 있는 프로세서의 가설적인 메모리 맵.

뱅크 전환(bank switching)은 마이크로프로세서의 주소 공간보다 많은 메모리를 활용하기 위해 개발된 기술이다. 주로 8비트 마이크로프로세서에서 사용되었으며, 거의 대부분의 8비트 마이크로프로세서가 16비트 주소 공간이므로 216 = 65536 메모리 공간을 갖는다. 이것보다 많은 메모리를 확장하려면 뱅크스위칭을 사용한다. 그러나 주소공간 내에서 액세스가 되어야 하므로 동시에 64 kB보다 많은 공간을 식별할 수 없다. 따라서 사용하는 뱅크를 설정하고 해당공간만을 액세스하다가, 뱅크를 바꾸어 다른 공간을 활용한다.
같은 주소공간의 뱅크를 스위칭하는 방법은 논리회로의 주소 디코더에 의한 설정에 의해 결정된다. 같은 주소공간의 여러개의 뱅크 중에 선택된 뱅크만이 액세스 되도록 하고 선택되지 않은 뱅크는 데이터를 유지만 하도록 동작 한다.
뱅크를 스위칭할 때, 전체를 하나의 단위로만 만들고 주소공간을 스위칭하면 뱅크를 선택하여 다른 뱅크로 데이터를 복사할 수가 없게 된다. 따라서 뱅크를 사용할 필요가 없게 된다. 따라서 전체 주소 공간을 특정 크기로 나누어 놓고 각각의 블럭을 선택하게 함으로써 뱅크간의 데이터 복사가 가능해 진다.

## 같이 보기
- 주소 공간
- 주소 버스